# Port lotniczy Daloa

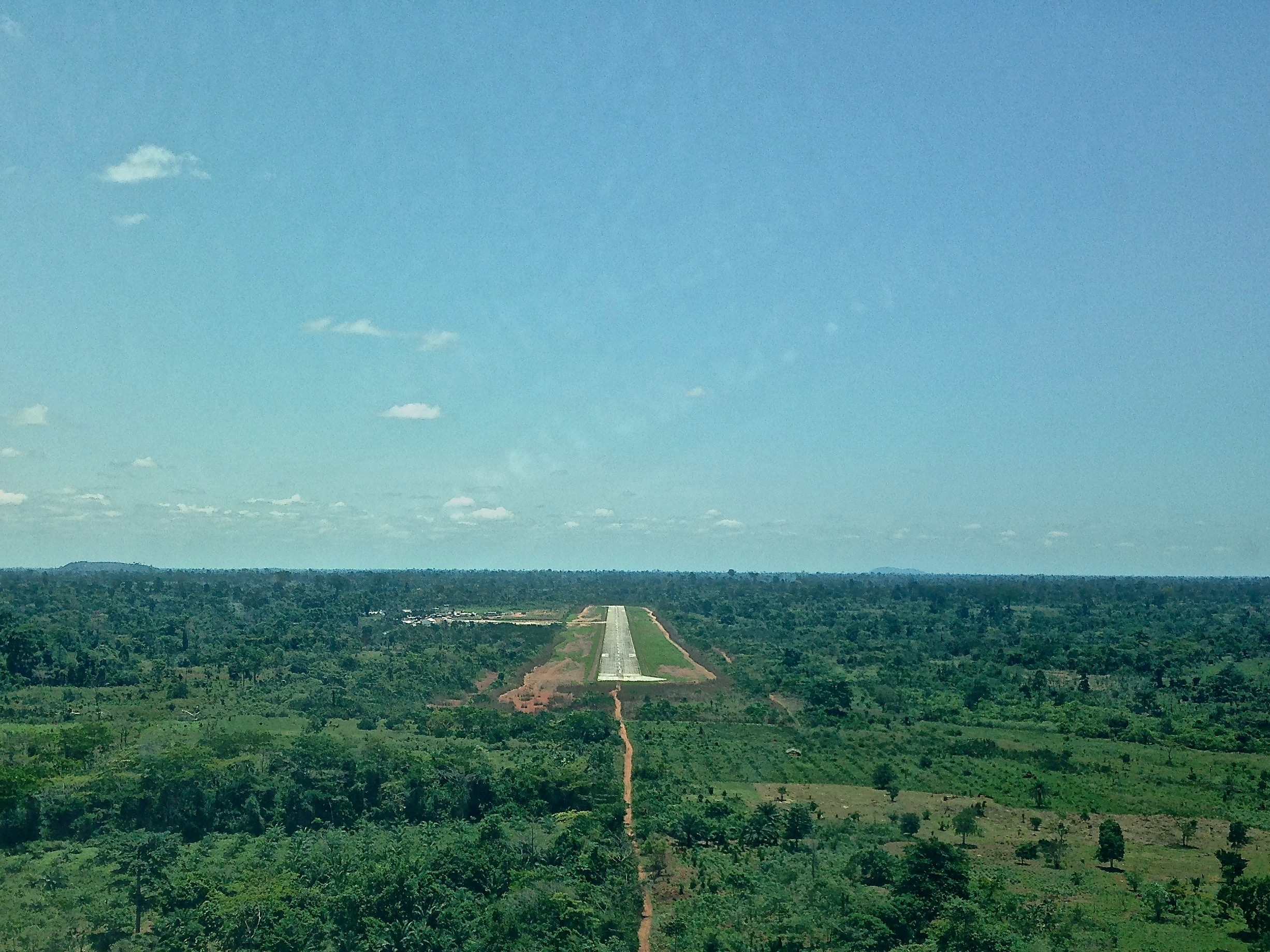
Widok na podejście do pasa głównego lotniska w Daloa

Port lotniczy Daloa – port lotniczy położony w Daloa. Jest piątym co do wielkości lotniskiem Wybrzeża Kości Słoniowej.